# Dinogorgon rubidgei
Dinogorgon rubidgei è un terapside estinto, appartenente ai gorgonopsidi. Visse nel Permiano superiore (circa 259 - 254 milioni di anni fa) e i suoi resti fossili sono stati ritrovati in Sudafrica.

## Descrizione
Questo animale, come tutti i gorgonopsidi, era un predatore dotato di un cranio voluminoso e di un muso piuttosto allungato. Rispetto ai suoi più stretti parenti, i Rubidgeinae, Dinogorgon era di dimensioni relativamente ridotte: gli esemplari più grandi raggiungevano i due metri di lunghezza. In ogni caso, Dinogorgon era un predatore dotato di armi notevoli: la dentatura era caratterizzata da lunghi canini superiori a forma di zanne, ed erano presenti anche denti simili a incisivi e quattro o cinque denti post-canini sia nella mascella che nella mandibola (caratteristica che lo distingueva dall'affine Rubidgea). Come altri Rubidgeinae, anche Dinogorgon era dotato di protuberanze craniche (in particolare sopra le orbite e nella parte posteriore del cranio), che probabilmente riducevano lo stress da impatto quando l'animale lottava con le prede. Il muso di Dinogorgon era profondo ma stretto, simile a quello dell'affine Aelurognathus, ma più stretto di quello di Rubidgea e di Clelandina. 

## Classificazione
Dinogorgon rubidgei venne descritto per la prima volta nel 1936 da Robert Broom, sulla base di resti fossili ritrovati nella zona di Graaff-Reinet, in Sudafrica. Altri fossili vennero in seguito scoperti in altre zone del Sudafrica e in Tanzania. In seguito vennero descritte altre specie di Dinogorgon, D. quinquemolaris e D. oudebergensis, ma successivi studi hanno determinato che queste forme erano ascrivibili alla specie tipo ed erano solamente varianti individuali. La specie D. quinquemolaris è stata più volte considerata una specie di Rubidgea, come anche un'altra specie a volte considerata distinta, D. pricei.

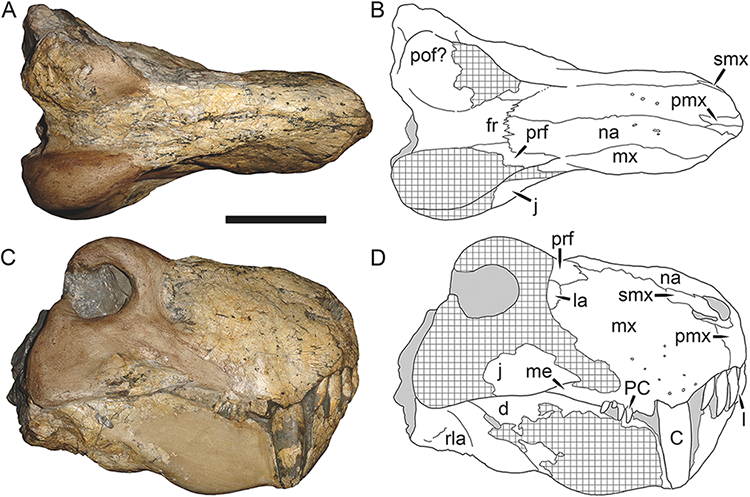
Olotipo di Dinogorgon rubidgei

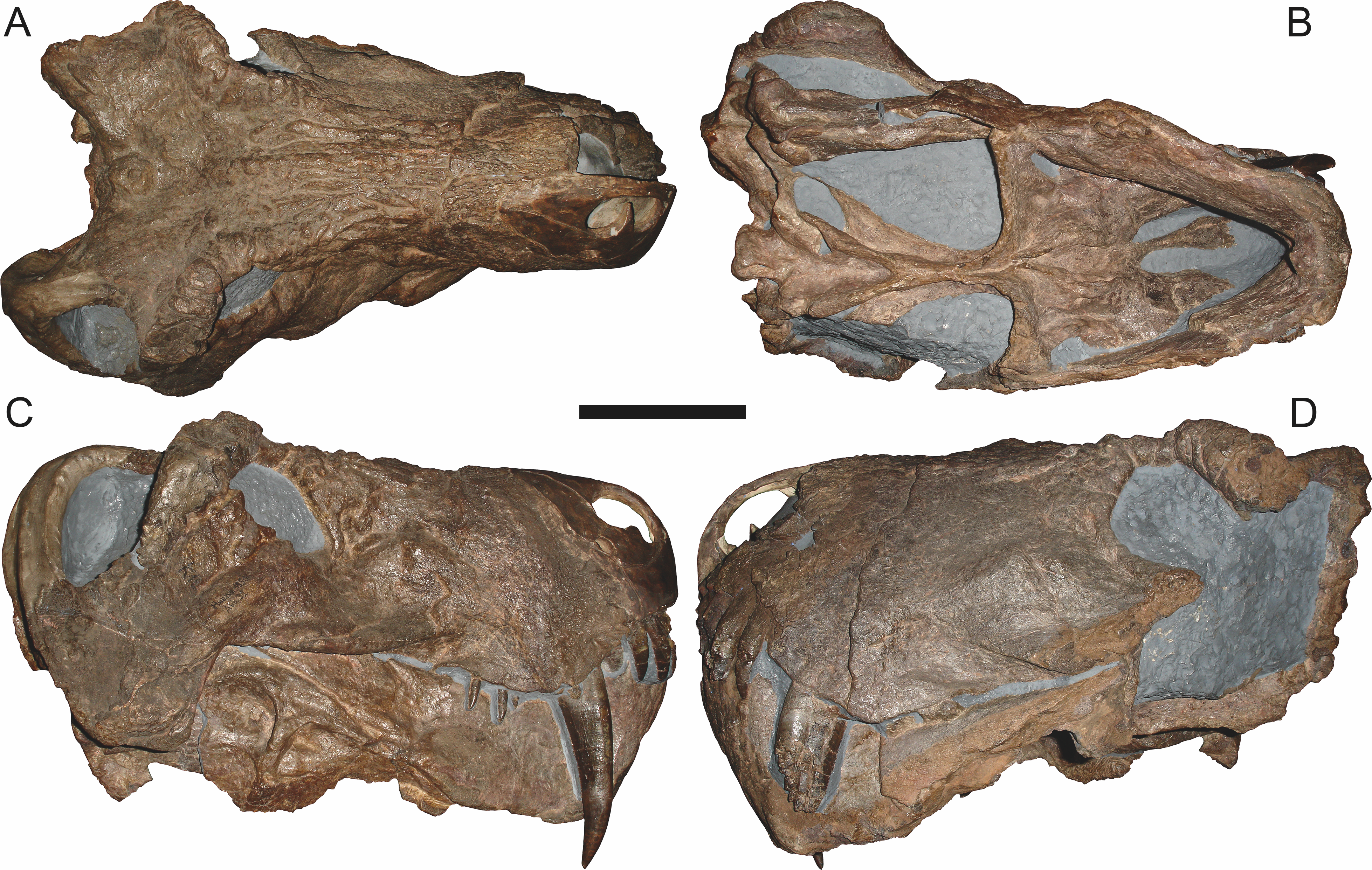
Olotipo di Dinogorgon quinquemolaris (= D. rubidgei)

Dinogorgon era un rappresentante dei Rubidgeinae, una sottofamiglia di gorgonopsidi particolarmente specializzata, che comprendeva terapsidi solitamente di grandi dimensioni e dalle attitudini ipercarnivore. Sembra che Dinogorgon occupasse una posizione basale rispetto a Rubidgea e a Clelandina.